# 日本ホルン協会
日本ホルン協会（にほんホルンきょうかい、英語:Japan Horn Society、略称はJHS）は、日本のホルン音楽の普及を目的として1988年に設立された。会員は演奏家・教育者・アマチュア奏者・愛好家・学生などで構成されている。

## おもな主催事業
- 日本ホルン協会ジュニアソロホルンコンクール